# Métro de Kharkiv
Le métro de Kharkiv (en ukrainien : Харківський метрополітен, Kharkivskyï metropoliten, en russe : Харьковский метрополитен, Kharkovskiï metropoliten) est un réseau de transport en commun de la ville de Kharkiv, en Ukraine. En service depuis 1975, ce métro comporte trois lignes qui se croisent dans le centre-ville selon un schéma classique des anciens pays socialistes. En 2018, il permet le transport de 223 millions de passagers.

## Historique
Comme dans beaucoup de villes de l'Union soviétique, la population de la ville de Kharkov augmente considérablement après la fin de la Seconde Guerre mondiale. La construction d'un métro devient donc nécessaire. Les plans du futur métro furent figés en 1968 : il était prévu de développer un système hybride, qui à l'extérieur de la ville pouvait utiliser les emprises ferroviaires classiques en étant alimenté en 3 000 V par caténaire, alors qu'en ville il était alimenté en 825 V par troisième rail.
Mais, dès la première année de construction, ce projet est modifié pour plusieurs raisons : 
- L'adaptation des gares ferroviaires revenait coûteuse : l'abaissement des quais nécessaire au projet se traduisait par un emmarchement trop important pour le matériel ferroviaire classique.
- La conception complètement nouvelle des rames ne permettait pas de profiter de la mutualisation des coûts avec les commandes des autres villes et rendait le matériel incompatible avec les autres réseaux.

Contrairement à d'autres réseaux soviétiques profondément enterrés, parfois jusqu'à plus de 70 m, les stations furent construites près de la surface — de 9 à 20 mètres —, car la nappe phréatique à Kharkiv est située à faible profondeur.

### Ligne rouge
Finalement, après neuf ans de travaux, la première ligne est inaugurée en août 1975, entre Kholodna Hora (Холодна Гора, « Montagne Froide ») et Moskovskyï Prospekt (Московський проспект, « Avenue de Moscou »). Le tronçon comportait huit stations et faisait 9,8 km de longueur ; la ligne prend l'appellation de Kholodnohirsko-Zavodska (Холодногірсько-Заводська). Un dépôt est ouvert à l'emplacement du terminus de l'époque, la station Moskovskyï Prospekt. En août 1978, la ligne est prolongée de 7,5 km et cinq stations vers le sud-ouest, jusqu'à la station Proletarska (Пролетарьска, « Prolétaire »).

### Ligne bleue
Quelques années après l'ouverture de la première ligne, commençaient les travaux de la deuxième ligne dite Saltivska (Салтівська. En août 1984, le tronçon entre la station Barabachova (Барабашова) et Istorytchnyï Mouzeï (Історичний музей, « Musée historique ») de 6,7 km et cinq stations est mis en service. Une correspondance était assurée avec la ligne rouge à la station Istorytchnyï Mouzeï. En octobre 1986, la ligne Saltivska est prolongée de trois stations et 3,5 km jusqu'à Heroïv Pratsi (Героїв Праці, « Héros du travail »).

### Ligne verte
En 1984, débutent les travaux de la troisième et dernière ligne de Kharkov, dite ligne Oleksiïvska (Олексіївська. À cause des événements qui se succédèrent durant les années qui suivirent — éclatement de l'ancienne URSS et indépendance de l'Ukraine —, la ligne n'est inaugurée qu'en mai 1995 entre Metroboudivnykiv imeni H.I. Vachtchenka (Метробудівників імені Г.І. Ващенка) et Naukova (Наукова). Ce nouveau tronçon faisait 5,4 km de longueur et comprenait cinq nouvelles stations, mais contrairement aux autres lignes ne comportait pas de dépôt. Les rames de la ligne Oleksiïvska empruntent une voie de raccordement pour rejoindre le dépôt de la ligne rouge. En août 2004, la ligne est prolongée de 2,5 km, depuis Naoukova jusqu'à 23 Serpnia (23 Серпня, « 23 août ») au sud-ouest, ajoutant deux nouvelles stations. En décembre 2010, elle est prolongée de 2 km jusqu'à la station Oleksiïvska (Олексіївська. En août 2016, la ligne est étendue de 1,1 km avec une nouvelle station, Peremoha,.

## Réseau actuel
Aujourd'hui, le métro de Kharkiv comporte 38,5 km de voies réparties en trois lignes desservant 30 stations.   
| Ligne                        | Couleur | Trajet                                                | Date d'ouverture | Longueur | Nombre de stations | Tracé |
| ---------------------------- | ------- | ----------------------------------------------------- | ---------------- | -------- | ------------------ | ----- |
| Kholodnohirsko-Zavodska (L1) | Rouge   | Kholodna hora ↔ Industrialna                          | 1975             | 17,3 km  | 13                 |       |
| Saltivska (L2)               | Bleu    | Heroïv Pratsi ↔ Istorytchnyï Mouzeï                   | 1984             | 10,2 km  | 8                  |       |
| Oleksiïvska (L3)             | Vert    | Metroboudivnykiv imeni H.I. Vachtchenka ↔ Oleksiïvska | 1995             | 11,0 km  | 9                  |       |

Les stations sont plus profondément enterrées en centre-ville qu'à la périphérie. Les stations sont comme dans le métro de Moscou somptueusement décorées. Les quais ont une longueur de 100 m pour les rames qui comportent cinq voitures.
Le métro comprend 2,4 km de voies techniques non exploitées commercialement.

## Caractéristiques techniques
Le métro comprend un centre de signalisation et d'alarme et une centralisation.
Comme les autres métros de construction soviétique, les trains du métro de Kharkiv sont alimentée en 825 V DC par troisième rail et roulent sur l'écartement de 1 524 mm.

## Matériel roulant
Le matériel roulant du métro de Kharkov est diversifié et comprend des voitures de production soviétique, russe et ukrainienne. Aujourd'hui, le parc du métro compte 325 véhicules (65 trains de cinq véhicules), de type Ezh3 / Em508t (depuis 1975) opérant sur la ligne rouge, de type 81-717 / 714 (depuis 1983) opérant sur les trois lignes et de type 81-718 / 719 (depuis 1992) opérant sur la ligne verte. Les 140 véhicules de type Ezh3 / Em508 furent livrés entre 1975 et 1979 et circulent en formation de cinq véhicules, Les deux premiers trains de voitures neuves de type 81-717 / 714 sont arrivés à l'été 1983 et ont commencé à fonctionner normalement en octobre. Au total, de 1983 à 1991, la ville a reçu 28 trains de cinq véhicules de ce type. Ils fonctionnent principalement sur la ligne bleue (jusqu'en 2015, le matériel roulant de cette ligne était équipé exclusivement de voitures de ce type). En outre, plusieurs trains desservent deux autres lignes et deux trains peuvent desservir alternativement les première et troisième lignes. Les trains de type 81-718 / 719 pour la ligne verte furent achetés au fur et à mesure, deux trains pour l’inauguration, deux trains en 2004, cinq autres en 2015, au total 9 trains. Une extension de la flotte est prévue, dans le cadre du prolongement du métro, avec des financement européens.

## Fonctionnement et fréquentation
Le métro transporte autour de 220 millions de passagers par an. En 2006, il permet le transport de 293 millions de passagers.
Aux heures de pointe, il y a une rame toutes les deux à trois minutes, tandis que durant le reste de la journée les rames se succèdent avec un fréquence de quatre à cinq minutes.

## Projets de développement
Une extension de la ligne verte est prévue vers Odeska (3,5 km, 2 stations),. D'autres extensions sont prévues.